# Neohaematopinus sciuropteri
Neohaematopinus sciuropteri är en insektsart som först beskrevs av Henry Fairfield Osborn 1891.  Neohaematopinus sciuropteri ingår i släktet Neohaematopinus och familjen ledlöss. Inga underarter finns listade i Catalogue of Life.